# Alter Wülfeler Friedhof (Stadtfriedhof Seelhorst)

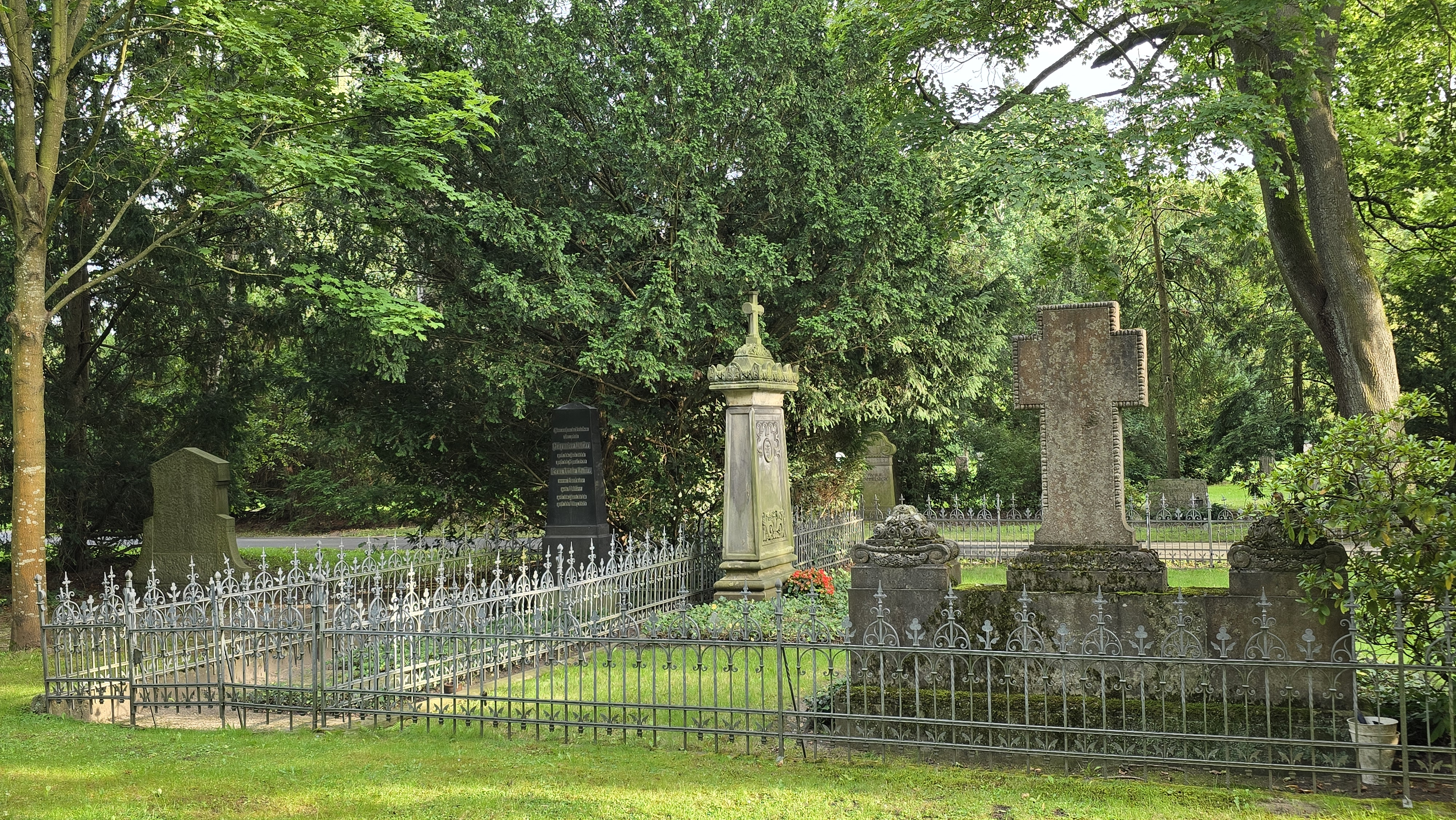
Familiengrabstätte um den Rittergutsbesitzer Armand Fontaine

Der Alte Wülfeler Friedhof in Hannover, heute einbezogen in die denkmalgeschützten Grünanlagen des Stadtfriedhofs Seelhorst, ist ein historischer Friedhof des 1907 eingemeindeten ehemaligen Dorfes Wülfel. Die rund 1,15 Hektar große ehemalige Begräbnisstätte mit einigen sehenswerten und ebenfalls denkmalgeschützten Grabmälern findet sich südlich des ehemaligen Haupteinganges des Seelhorster Friedhofs an der Außenmauer zur Straße Hoher Weg im Stadtteil Seelhorst.

## Geschichte
Der Alte Wülfeler Friedhof ist Nachfolger des bereits im Mittelalter angelegten – namensgleichen – „Alten Wülfeler Friedhofs“ an der Hildesheimer Straße 367 in Wülfel. 1892 wurde der Friedhofsbetrieb in das damalige Mittelfeld verlegt.
Die Anlage im heutigen Stadtteil Seelhorst wurde jedoch – ähnlich wie der Alte Döhrener Friedhof – in die Planung des 1919 durch den Stadtgartendirektor Hermann Kube begonnenen Stadtfriedhofs Seelhorst mit einbezogen.

## Grabmäler (Auswahl)
Zu den denkmalgeschützten Grabstätten in der Seelhorster Abteilung zählen die folgenden Grabstellen, zum Teil aus dem 19. Jahrhundert, unter den Nummern
- Abt. Wü 6, Nr. 6: Grabstein der Familie des Gastwirts Wilhelm Bahle von 1923; geschliffener Sandstein mit säulenähnlicher Einfassung;
- Abt. Wü 4, Nr. 109: Grabmal der Familie Ernst Carnehl von 1903; auf einem kleinen Sockel aufsitzender Grabstein mit einem dreieckigen Aufsatz. Eine schwarze Tafel, eingelassen in grauen Granit, enthält die Inschriften;
- Abt. Wü 4, Nr. 101, 102, 106 und 107: Grab-Gewölbe mit einer Erdabdeckung, umgeben von einem Ziergitter, für die Familie des Rittergut-Besitzers Armand Fontaine von 1892;
- Abt. Wü 2A, Nr. 92: Grabmal der Familie des Malermeisters Heinrich Kirchhoff von 1918: Auf einem Quader aus Muschelkalkstein ruht eine Bronzefigur des Bildhauers Hans Dammann;
- Abt. Wü 2, Nr. 78 A: Grabmal von 1908 für die Familie Friedhoff (mit dem Landwirt Willi Friedhoff und Sophie Friedhoff sowie dem Lehrer August Friedhoff) als sandsteinerner Block mit einem Kreuz über einem Helm und einem Mantel[1]